# Звенигородские
Звенигородские — русский княжеский род, ветвь черниговских князей, Рюриковичи.
Род внесён в Бархатную книгу. При подаче документов для внесения рода в Бархатную книгу, была предоставлена родословная роспись князей Звенигородских (февраль 1686).
Род разделился на ветви: Шистовых, Рюминых, Барошевых, Звенцовых, Ноздроватовых, Токмаковых и Спячих. Все эти ветви, кроме Спячих, пресеклись ещё в допетровской Руси, остальные угасли задолго до начала XX века. Спячие-Звенигородские с XVII века именовались просто Звенигородскими.
Род дворян Звенигородских, утративший княжеский титул, внесён во II часть родословной книги Нижегородской губернии. Род восстановлен в древнем княжеском достоинстве и перенесён в V часть родословной книги Нижегородской губернии (1899).

## Происхождение и история рода
Происходят от князя Андрея Мстиславича Звенигородского († 1339). Потомки родоначальника сохраняли уделы в Звенигородском княжестве (уделе Карачевского) до середины XV века. Александр Фёдорович Звенигородский (XV колено от Рюрика) перешел на русскую службу (1408). Его сын, князь Иван Александрович Звенигородский († 1476) был наместником в Пскове.

По некоторым данным, последним князем Звенигородским был Андрей Владимирович (1878—1961) — поэт и литературовед, автор нескольких сборников стихов и ряда исследовательских работ.
Предок украинского рода Василий Звенигородский находился на службе в бывших Малороссийских войсках, и награждён чином Войскового Товарища (1742), правнуку его, титулярному советнику Виктору Звенигородскому пожалован диплом на потомственное дворянское достоинство (09 октября 1842).

## Описание гербов

#### Герб. Часть XI. № 148
Щит пересечен. В первой, серебряной части, на крест положенные лазоревый с такою же рукоятью выгнутый меч и червлёная стрела (изм. польский герб Пржестржал). Во второй, лазоревой части, скачущий на серебряном, покрытом зелёным седлом коне, вооруженный подъятым выгнутым серебряным мечом, воин имеющий золотую одежду.
Щит увенчан дворянскими шлемом и короною. Нашлемник: три серебряных страусовых пера. Намёт справа лазоревый, с серебром, слева лазоревый с золотом.

#### Герб Звенигородских из гербовника В.А.  Дурасова
В серебряном поле чёрный одноглавый орёл с распростёртыми крыльями и с золотой короной на голове, держащий в левой лапе большой золотой крест (герб великого княжества Черниговского), а в правой малый щиток, покрытый княжеской шапкой с родовым гербом князей Звенигородских: в лазоревом поле с серебряными украшениями колокол. Щит покрыт княжеской мантией и российской княжеской шапкой.

#### Герб из Сборника не утверждённых гербов Российских дворянских родов
Щит поделен вертикально: в правой серебряной части коронованный орёл держит в лапе длинный крест, а в левой лазоревой части серебряный колокол. Нашлемник - справа диагонально орёл из щита, слева диагонально серебряный колокол, над ними княжеская корона. Герб украшен княжеской мантией.

## Известные представители
- Звенигородский, Александр Викторович (1837—1904) — коллекционер, издатель книги «История и памятники Византийской эмали: Из собрания А.В Звенигородского» (1892 год).
- Андрей Дмитриевич Звенигородский — русский воевода и дипломат.
- Алексей Юрьевич Звенигородский († 1687) — стольник и воевода.
- Василий Андреевич Звенигородский († не ранее 1616) — воевода и окольничий Русского царства.
- Григорий Васильевич Звенигородский — воевода и окольничий Русского царства времён предсмутного времени.
- Дионисий Звенигородский — монах Иосифо-Волоцкого монастыря, книжник († 1538).
- Пётр Никитич Звенигородский — воевода белозерский (1636).
- Семён Григорьевич Звенигородский († после 1625) — боярин и дворецкий Лжедмитрия II.
- Семён Юрьевич Звенигородский († 1690) — окольничий (1689).
- Звенигородский, Фёдор Андреевич — воевода и окольничий Русского царства Смутного времени.
- Князь Токмаков-Звенигородский Иван Юрьевич - воевода царей Ивана Грозного и Фёдора Ивановича, погиб в 1590 г. при штурме Нарвы[8].
- Князь Звенигородский Фёдор Тимофеевич - стольник патриарха Филарета (1627-1629).
- Князь Звенигородский Фёдор Тимофеевич - стольник (1627-1658).
- Князья Звенигородские: Семён Григорьевич, Пётр и Андрей Никитичи - московские дворяне (1627-1629).
- Князь Звенигородский Тимофей Никитич - московский дворянин (1627-1640).
- Князь Звенигородский Тимофей Тимофеевич - московский дворянин (1627-1676).
- Князь Звенигородский Иван Тимофеевич - московский дворянин (1640-1677).
- Князь Звенигородский Василий Тимофеевич - московский дворянин (1658-1668).
- Князь Звенигородский Михаил Тимофеевич - стряпчий (1672-1676), стольник (1676-1692).
- Князь Звенигородский Дмитрий Тимофеевич - стряпчий (1693)[9].